# Josef Srbek
Josef Srbek (31. ledna 1897 – 1982) byl český chemik a vynálezce výroby titanové běloby rutilového typu. Její přípravu vypracoval v letech 1930 až 1933 ve Spolku pro chemickou a hutní výrobu v Ústí nad Labem. Výsledky z důvodu utajení nepronikly na veřejnost a světové prvenství rutilové běloby bylo Srbkovi po dlouhých jednáních a sporech přiznáno až v roce 1967. Ústecká výrobna titanové běloby pracovala nepřetržitě od roku 1924 do roku 1945, výrobna v Hrušově pak od roku 1940.
Přestože jméno autora je veřejnosti prakticky neznámo, příjmy z vynálezu technologie několikanásobně přesáhly příjmy z pozdějšího českého vynálezu materiálu pro kontaktní čočky.[zdroj?]